# إيبك غيمز
إيبك غيمز (بالإنجليزية: Epic Games) هي شركة أمريكية نشر وتطوير ألعاب الفيديو والبرمجيات وناشر مقرها في كاري بولاية كارولاينا الشمالية. تأسست الشركة على يد تيم سويني باسم بوتوماك كمبيوتر سيستمز (بالإنجليزية: Potomac Computer Systems) في عام 1991، وتقع في الأصل في منزل والديه في بوتوماك بولاية ماريلند. بعد إطلاق أول لعبة فيديو تجارية له، 
زد زد تي (1991)، تغير اسم الشركة إلى إيبك ميغا غيمز (بالإنجليزية: Epic MegaGames) في أوائل عام 1992 وأحضرت مارك رين، الذي يشغل منصب نائب رئيس الشركة حتى الآن. نقل مقرهم الرئيسي إلى كاري في عام 1999، وبُسِطَ اسم الشركة إلى إيبك غيمز.
تقوم إيبك غيمز بتطوير أنريل إنجن، وهو محرك ألعاب متوفر تجاريًا والذي يعمل أيضًا على تشغيل ألعاب الفيديو المطورة داخليًا، مثل سلسلة فورتنايت وغيرز أوف وور وإنفنتي بليد. في عام 2014، حصل أنريل إنجن على لقب «أكثر محرك ألعاب فيديو نجاحًا» من قبل موسوعة غينيس للأرقام القياسية.
تمتلك إيبك غيمز مطوري ألعاب الفيديو تشاير إنترتينمنت وبسيونيكس وميدياتونيك، بالإضافة إلى مطور البرامج المستندة إلى السحابة كلاودجن، وتدير استوديوهات فرعية تحمل اسمًا في سياتل وإنجلترا وبرلين ويوكوهاما وسيول. بينما لا يزال سويني هو المساهم المسيطر، استحوذت تينسنت على حصة 48.4٪ من الشركة، أي ما يعادل 40٪ من إجمالي إيبك، في الشركة في عام 2012، كجزء من اتفاقية تهدف إلى تحريك إيبك نحو الألعاب كنموذج خدمة. بعد إصدار فورتنايت باتل رويال الشهيرة في عام 2017، اكتسبت الشركة استثمارات إضافية مكنت من توسيع عروض أنريل إنجن، وإنشاء أحداث رياضة إلكترونية حول فورتنايت، وإطلاق إيبك غيمز ستور. اعتبارًا من أبريل 2021، بلغت قيمة أسهم الشركة 28.7 مليار دولار أمريكي.
في 13 أغسطس 2020، أصدرت إيبك إصدارًا من فورتنايت تضمن خصمًا دائمًا على في-باكس عبر جميع المنصات، ولكن لأولئك الذين يستخدمون أجهزة آي أو إس وأندرويد، فقط في حالة شرائهم مباشرة من خلال إيبك، متجاوزين واجهات متاجر أبل وجوجل. قامت كل من أبل وجوجل على الفور بإلغاء اللعبة لانتهاكها شروط خدمة واجهات المتاجر من خلال تضمين واجهة المتجر الخاصة بهما، مما دفع إيبك إلى رفع دعاوى قضائية ضد الشركتين في نفس اليوم، واتهامهما بسلوك مكافحة الاحتكار في كيفية إدارة متاجر التطبيقات الخاصة بهما.
وفي 29 سبتمبر 2023 كشفت شركة "إبيك غيمز"، مبتكرة لعبة الفيديو الشهيرة "فورتنايت"، عن خطة تعتزم من خلالها صرف عدد من موظفيها بهدف خفض نفاقاتها، بينما ستستمر في إنفاق الأموال على معركتها القانونية ضد "آبل" و"غوغل".

## التَّاريخ

### أَنظِمَة بوتوماك (1991-1992)
أَسّسَ تيم سويني شركة بوتوماك لأنظمة الكُمبِيُوتَر في 1991،  وكان حِينَهَا يدرس الهندسة الميكانيكيَّة ويعيشُ في مسكن جامعة ماريلاند، وَكَانَ يَزُور وَالِديه كثيراً فِي مَدِينَة بوتوماك بِوَلاية ماريلاند لِاِستِخدَامِ حَاسوبهُ الشخصِيّ لِلْعَمَل وَالتَّرْفِيه، وَمِن ذَلِكَ المَنزِل إنطلقت شركة بوتوماك لِأنظِمَة الكُمبِيُوتَر كَشَرِكَة استشارية لتقنية المَعلُومَات لَكِنهُ لَاحِقَاً أَلغَى الفِكرَة لِحَاجَتهَا لِلكَثِير مِن العَمَل واختَار سويني إِعَادَة اِستِخدام اِسم (بالإنجليزية: Potomac Computer Systems) لِنشر لِعبتهِ "ZZT" في يناير 1991،  وَبَعدَ النجاح غَيرِ المُتَوَقَّع لهذه اللعبة الناجم عَنْ سُهولَة تَعْدِيلهَا بِاِستِخدَام لُغَة بَرمَجة "ZZT-oop" التي خَصّصهَا سويني،  بَدَأ سويني يُفَكر فِي تَحويل شركته إِلى شركة ألعاب فيديو.

### إيبك ميغا غيمز (1992-1999)

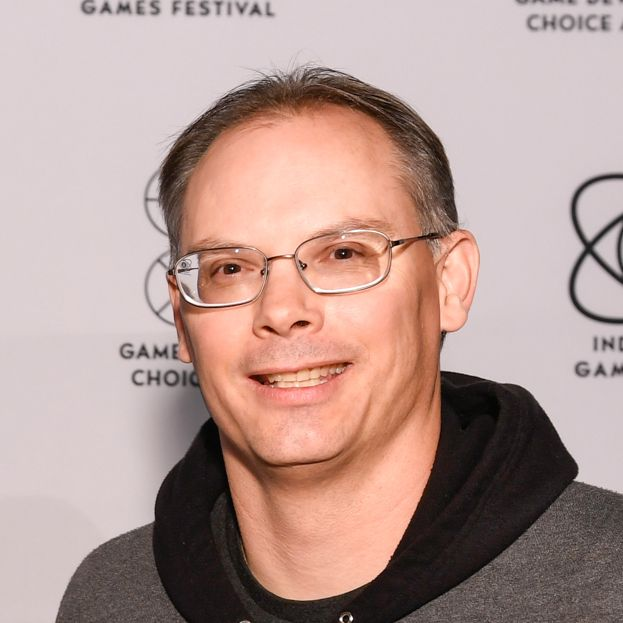
تيم سويني مؤسس شركة إيبك غيمز ورئيسها التنفيذي

في أوائل عام 1992 وجد سويني شركته محاطة بشركات مهيمنة على ألعاب الفِيديُو مثل 3دي ريليسم وإد سوفتوير، وفكر في إيجاد اسم أكثر جدية،  وابتكر اسم «إيبك ميغا غيمز» حيثُ يدمج «إيبك» و«ميغا» لجعله يبدو وكأنه يمثل شركة كبيرة، وبدأ في البحث عن شريك تِجَارِيّ حِينَهَا قابل «مارك راين» الذي ترك وظيفته السابقة في شركة «آي دي سوفت وير» وانتقل إلى تورونتو. حيثُ تولَّى راين صفقات المَبيعات والتَسوِيق والنشر عن بعد، وسُرعان ما زاد عدد موظَّفي الشركة إلى 20 موظفًا يتألفون من مبرمجين وفنانين ومصممين وملحنين. وكان من بينهم مبرمج ألعاب يدعى كليف بليزينسكي يبلغ من العمر 17 عامًا، انضم إلى الشركة بعدَ أن عرض لعبته (بالإنجليزية: Dare to Dream) على سويني. وفي العام التالي أرتفع عدد موظَّفي الشركة إلى أكثر من 30 موظفًا.
في 1996 أنتجت «إيبك ميغا جيمز» لعبة بعُنوان (بالإنجليزية: "Fire Fight") من تَطوِير الاستُوديُو البولندي «تشاوس ووركس»، ومن نشر إلكترونيك آرتس. وبحلول 1997 كانَ لإيبك ميغا غيمز 50 شخصًا يعملون لصالحها في جميع أنحاءِ العالم. في عام 1998 صدرت ملحمة ميغا غيمز بعُنوان «أنريل» شاركت ديجيتال إكستريمس في إصدارها، وبدأت الشركة أيضًا في ترخيص التِكنولوجيا الأساسيّة «أنريل إنجن» لمطوري الألعاب الآخرين.

### ألعاب ملحمية (1999 حتَّى الآن)

#### أنريل (1999 إلى 2006)
في فبراير 1999 نقلت «إيبك ميغا غيمز» مَقَرها الرئيسيّ إلى موقع جديد في كاري، نورث كارولينا وغيرت اسمها إلى «إيبك غيمز» (بالإنجليزية: Epic Games)‏. وقال راين أن سِلسِلَة «أنريل» أُنشت عبر مُطَوَّرين منتشرين في أنحاءِ العالم، وأنَّ انتقال الشركة إلى مَقَرها الجديد سيجعل إيبك مركزية، وسيجتمع كافة المطورين تحت سقف واحد. وأطلقت إيبك جيمز لعبة «أنريل تورنمنت» في نفس العام،  وكان موظفوها قد بلغوا 13 موظفًا.
أَطْلَقَت الشركة مُسَابَقَة (بالإنجليزية: Make Something Unreal) في 2004 تهدف فيها لمكافأة مطوري ألعاب الفِيديُو الذين يُنشؤون تعديلات بِاستخدام أنريل إنجن، وفازت شركة تريبواير إنتراكتيف بجائزةً 80 ألف دُولَار أمريكيّ نقداً، 

#### غيرز أوف وور (2006 إلى 2012)
عانَى سوق ألعاب الفِيديُو على الكُمبِيُوتَر الشَخصِي في عام 2006 من انتهاك حقوق التأليف والنشر وقرصنة البرمجيات، وكان من الصعب صُنع ألعاب فرديّة حِينَهَا، وَالتي كانت جُزْءًا من أعمال إيبك في تلك اللحظة، وحِينَهَا قرَّرت الشركة التركيز على تَطْوِير «مشغلات ألعاب الفِيديُو»، وهي خطوة أطلق سويني عليها بداية التكرار الرئيسيّ الثالث للشركة «إيبك 3.0». وفي عام 2006 أَصَدَرَت إيبك لعبة «غيرز أوف وور» على جهاز إكس بوكس 360 وأصبَحَت نجاحًا تجاريًا للشركة حيثُ حقَّقت أرباحاً تبلغ 100 ملْيُون دُولَار أمريكي، وكانت ميزانية اللعبة 12 ملْيُون دُولَار. وفي العام التالي أَصَدَرَت الشركة "(بالإنجليزية: أنريل تورنمنت 3، رومنة: Unreal_Tournament_3)" للكمبيوتر الشَخصِي واِستَحوذت على حصّة الأغلبيَّة في بيبول كان فلاي.
أَصَدَرَت إيبك غيمز لعبة «جيرز أوف وور 2» في 2008،  وباعت أكثر من ثلاثة ملايين نسخة خِلال الشهر الأول من إصدارها. وأَصَدَرَت نسخة منها لنِظَام آي أو إس في 1 سبتمبر 2010، ولنِظَام أندرويد في 29 يناير 2013، وأَصَدَرَت إيبك لعبة إنفنتي بليد على نِظَام آي أو إس في 9 ديسمبر 2010.
أَصَدَرَت اللعبة الثالثة في السلسلة «جيرز أوف وور 3» في 2011،  وخِلال حفلِ توزيع جوائز سبايك لألعاب الفيديو لعام 2011 أَعلَنَت إيبك غيمز عن لعبتها الجديدة فورتنايت.
في عام 2011 تم حل شركة تيتان ستوديوز التابعة لِشَرِكَة إيبك. وفي يونيو 2012 أَعلَنَت إيبك عن اِفْتِتاحها استوديو جديد «إيبك بالتيمور» (بالإنجليزية: Epic Baltimore) يعمل فيهِ 38 عضواً من بيج هيوج جيمز. ولاحقاً غيَّرت إيبك اسم الاستُودْيُو من «إيبك بالتيمور» إلى «امبوسيبل ستوديوز» (بالإنجليزية: Impossible Studios) في أغسطس 2012. ومع ذلك أُغلق الاستُودْيُو في فبراير 2013.
قدمت إيبك لعبة أخيرة في سِلسِلَة «غيرز أوف وور» إلى جانب «بيبول كانَ فلاي» بعُنوان «جيرز أوف وور: ججمينت» في 2013 وكانت بمثابة مقدمة للألعاب الأُخرى، وكانت تفكر في تَطْوِير عُنْوان رئيسي رابع لسلسلة «غيرز أوف وور» وقدرت أن ميزانيتها ستكون على الأقل 100 مليون دولار أمريكي. وأقترحت إصدار لعبة مُتَعَدّدَة اللاعبين من «غيرز أوف وور» تتضمن نسخًا مُحسَنَة للخرائط بناءً على ملاحظات المستخدمين، لكنّ مايكروسوفت رفضت الفكرة، وأَدْرَكَت إيبك مشاكل التمسك بالأهداف التجاريَّة للناشر، وبدأت في تغيير الشركة مرَّة أُخرى.

#### الألعاب كخدمة وملكية تينسنت (2012 إلى 2018)
لاحَظَت إيبك غيمز أن صناعة ألعاب الفِيديُو تتحول إلى نموذج الألعاب كخدمة، بجانب رغبتها في الاِبْتِعاد عن كونها مدينة للناشر، وفي مُحاوَلة لاكتساب المزيد من خبرة «خِدْمَة الألعاب»، أبرمت إيبك غيمز اتفاقًا مع شركة «تينسنت» الصينيَّة التي أنتجت العديد من الألعاب مثل «ليغ أوف ليجيندز»،  واِستَحوذت تينسنت على 48.4 بالمائة من إيبك مقابل تقديمها المُساعدة لإيبك، في صَفقَة بقِيمَة 330 ملْيُون دُولَار في يونيو 2012، وَيَحِقَّ لِشَرِكَة «تينسنت القابضة» ترشيح مديرين لمجلس إدارة إيبك غيمز، وتُعتبر شريكًا في المجمُوعة، ومع ذلك فقد صرح سويني أن سيطرتها على الإِنتاج الإبداعي لألعاب إيبك غيمز قليلة، واعتبر سويني أن الاِستِحواذ الجزئي من تينسنت بداية التكرار الرابع الرئيسيّ للشركة «إيبك 4.0»، ممَّا يسمح لها بمرونة أكثر في سوق الألعاب.
كانَ لدى إيبك حوالي 200 مُوَظَّف،  غادر عدد منهم بعدَ الإعلان عن صَفقَة تينسنت لأسباب مختلفة، ومن أبرزهم:
- أعلن كليف بليزينسكي مدير التصميم حِينَهَا، أنَّهُ سيغادر إيبك غيمز في أكتوبر 2012 بعدَ 20 عامًا من الخدمة، وكان السبب الرسميّ لِذلك بحاجة للراحة، [50] ولاحقًا صرح بأنَّهُ أصبَحَ «مُنهكًا» بشأن صناعة الألعاب قبل اِستِحواذ تينسنت، وبعد اِستِحواذها حاول التفاوض بشأن عقده لكنّه فشلَ في التوصل إلى شروط مناسبة، وبدأ يفكر في التقاعد واختار التوقف عن العمل وقضاء وقته في منزله على الشاطئ، واختار بليزينسكي كتابة خطاب استقالته في اليوم التالي لنقاش خاضه مع تيم سويني.[51] وبعد حوالي عامين أَسّسَ شركة بوس كي برودكشنز في عام 2014.
- أعلن «مايك كابس» تقاعده في ديسمبر 2013، واستشهد بأسباب مثل حصوله على طفل رضيع، وخططه ليكون أبًا في المنزل، [52] وأعلن لاحقًا مغادرة منصبه الاستشاري وترك ارتباطه بالشركة في مارس 2013.[53]

- غادر «رود فيرغسون» مطور سِلسِلَة «غيرز أوف وور» إيبك في أغسطس 2012، [54] وانضم لفترة وجيزة إلى إراشينال جيمز، المملوكة لِشَرِكَة تو كي جيمز، لِلمُساعدة في إكمال تَطوِير «بايوشوك إنفنت». وأثناء وجوده هُناك تحدَّث فيرغسون مع «تو كاي» حول احتمال استمرار سِلسِلَة «غيرز أوف وور»، وبعد محادثات بين تو كاي جيمز وإيبك ومايكروسوفت، [31] حصلت مايكروسوفت على حقوق «غيرز أوف وور» في 27 يناير 2014، واسندتها إلى مايكروسوفت غيم ستوديوز، وانتقل فيرغسون إلى «استُوديُوهات بلاك تاسك» المملوكة لِشَرِكَة «مايكروسوفت غيم ستوديوز» وتولَّى تَطوِير «غيرز أوف وور»، واُعيد تسمية الاستُوديُو باسم ذا كوليشن وأصدر «غيرز أوف وور 4» في أكتوبر 2016.[55][56]
- غادر «أدريان شميلارز» مؤسس «بيبول كانَ فلاي» والذّي انضم إلى إيبك عندما اِستَحوذت إيبك غيمز على الاستُوديُو الخاص به في 2012، وأشار إلى أنَّهُ وأعضاء آخرين في «بيبول كانَ فلاي» لم يؤمنوا بـ «الألعاب كخدمة».
- شعر «بري لي» المصمم الرئيسيّ لكل من «سلسلتي أنريل» و«غيرز أوف وور» بأنَّ حريته الإبداعية ستكون محدودة، وغادر مع خمسة آخرين لتشكيل استوديو «بيت مونستر».

استمرت إيبك في هدفها المتمثل في تقديم الألعاب كخدمة بعدَ هذه المغادرات، وبدأت في مشاريع إضافية منها لعبة «أنريل تورنمنت» المجانية التي طورها المُجتمع وأَعلَنَت عنها لأول مرَّة في 2014،  ولعبة «باراجون» المجانية التي أطلقتها في 2016 لنظامي التشغيل مايكروسوفت ويندوز وبلاي ستيشن 4. وأَصَدَرَت إيبك نسخة مُعاد تصميمها من «شادو كومبلكس» لوحدات التحكم وأَجهِزَة الكُمبِيُوتَر الأحدث في 2015.
سمح التسريب الاستثماري من تينسنت لِشَرِكَة إيبك غيمز بإعادة إصدار محرك «أنريل إنجن 4» في مارس 2015 ليكون مجانيًا لجميع المستخدمين لتطويره، مع حصول إيبك على حقوق ملكية بنِسبَة 5 بالمائة على الألعاب التي يتم تطويرها بِاستخدام المحرك.
في يونيو 2015 وافقت إيبك على مغادرة «إيبك غيمز بولاند» وباعت أسهمها في الاستُوديُو، وعاد الاستُوديُو إلى اسمه السابق «بيبول كانَ فلاي»، واحتفظَ الاستُوديُو بلعبة بولتستورم وأطلق إصدارًا معادًا في 7 أبريل 2017، تم نشره بواسطة غيربوكس سوفتوير.

#### نجاح فورتنايت (2018 إلى الوقت الحاضر)

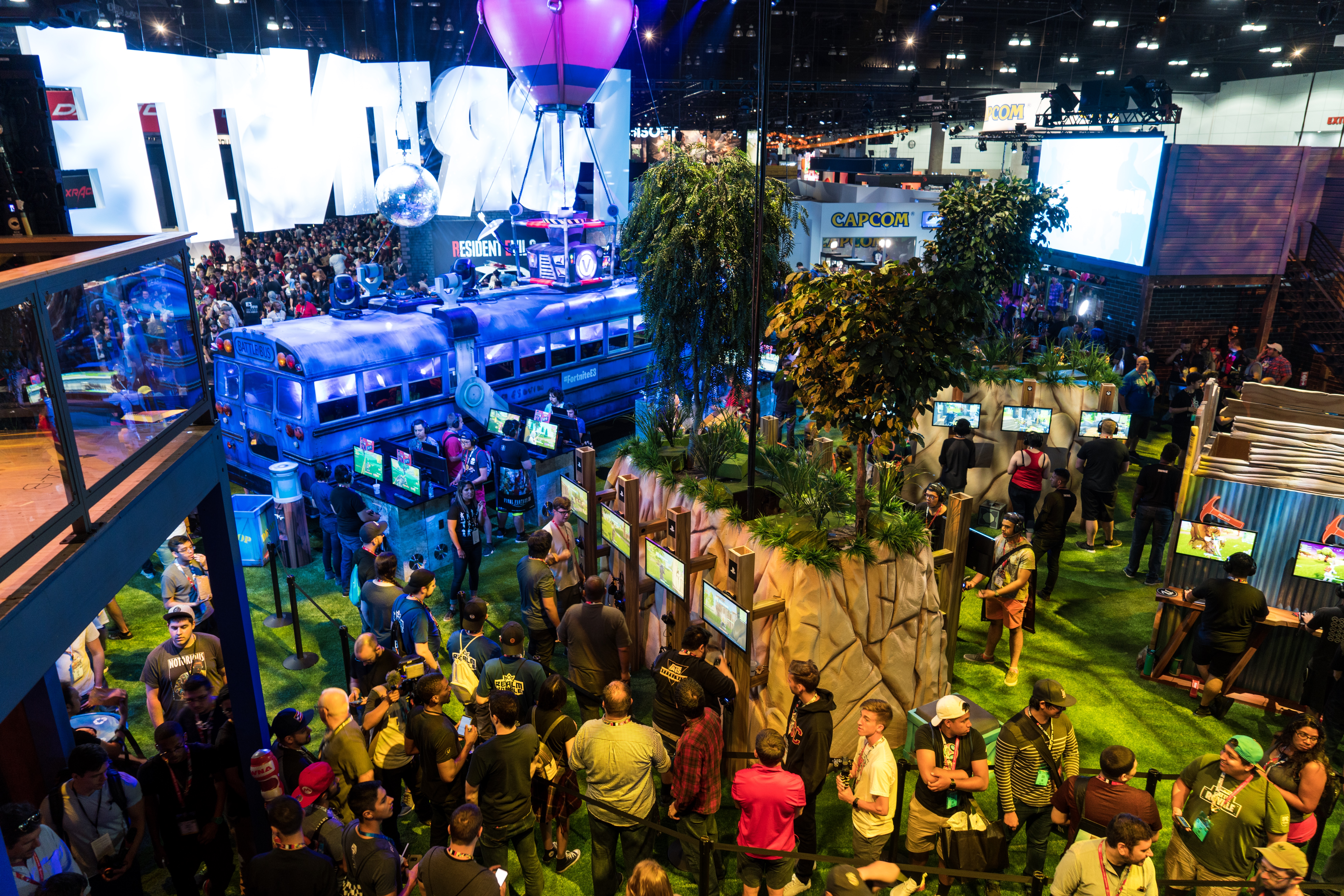
مساحة عرض إيبك "فورتنايت" في معرض الترفيه الإلكتروني 2018

أَطْلَقَت الشركة لعبت «فورتنايت» في يوليو 2017، وتخطط لنشرها مجاناً بشكلٍ كامل في 2018،  وبعد حصول لعبة ببجي التي صدرت في نفس العام، على شعبية واسعة، طورت إيبك نوعاً "مختلفًا" من «فورتنايت» يدعى "فورتنايت باتل رويال" وأصدرته في سبتمبر 2017 بشكلٍ مجاني للكمبيوتر والمنصات المَحمُولَهُ، واكتسبت شعبية واسعة وجمهورًا سريعًاً، وبحلول مايو 2018 بلغَ عدد مستخدميها أكثر من 125 ملْيُون لاعب، وتقدّر أرباحها حتَّى يوليو 2018 بمِليار دُولَار أمريكي، وأرتفعت قِيمَة الشركة إلى 4.5 مِلْيار دُولَار أمريكي، بعدَ أن قُدرت قيمَتها بحوالي 825 مليون دولار أمريكي عند اِستِحواذ تينسنت عليها جزئيًا، وكان من المتوقع تجاوزها 8٫5 مليار دولار أمريكي بنهاية عام 2018. واستمر عدد لاعبي فورتنايت في التوسع عندما أقنعت شركة سوني بتغيير موقفها من اللعب المشترك عبر المنصات وسحمت للاعبين على أي مِنَصّة بالتَّنافس مع بعضهم البعض في "فورتنايت باتل رويال". و"استقطبت فورتنايت ما يقرب من 250 ملْيُون لاعب حتَّى مارس 2019.
مكّن نجاح فورتنايت التِجَارِيّ شركة إيبك من إجراء تغييرات في عروض مُنتَجاتها الأُخرى، وفي يوليو 2018 خفضت إيراداتها من «أنريل إنجن» من 30 بالمائة إلى 12 بالمائة. وأطلقت إيبك واجهة «إيبك غيمز ستور» الرقميَّة للتنافس مع خدمات مثل ستيم وغوغ دوت كوم، وألغت نسبة 5 بالمائة تحصل عليها من واجهة المتجر. ومع ذلك أعادت الشركة أيضًا تركيز جهودها التنموية لتوفير المزيد من الدعم لأنريل و«فورتنايت» من خِلال إنهاء دعم «باراجون»  و«أنريل تورنمنت».
جلب النجاح الماليّ لفورتنايت استثمارات إضافية لإيبك غيمز، حيثُ كانت إيبك غيمز واحدة من إحدى عشرة شركة شاركت في بَرنامَج شركة والت ديزني في عام 2017.
استخدمت إيبك أرباحها غير المتوقَّعة لدعم مُنتَجاتها، وبعد نزاع «إمبابل» مع شركة يونيتي تكنولوجيز حول استخدام محرك يونيتي، أَعلَنَت إيبك في يناير 2019 دخولها شراكة مع «إمبابل» بقِيمَة 25 ملْيُون دُولَار أمريكيّ لِلمُساعدة في جلب المطورين المتأثرين من هذه التغييرات لإيجاد حلول أكثر انفتاحًا،  وأطلقت إيبك مَجمُوعَة جوائز بقِيمَة 100 ملْيُون دُولَار أمريكيّ في فبراير 2019 لأنشطة «الرياضات الإلكترونيَّة» المتعلّقة بلعبة «فورتنايت» وَالتي تخطط لتشغيلها من عام 2019 وصاعدًا،  واستأجرت إيبك غيمز «نيت نانزر» من بليزارد إنترتينمنت ومفوضها من دوري أوفرواتش في مايو 2019 لتوسيع مبادرات الرياضات الإلكترونيَّة. وفي مؤتمر مطوري الألعاب لعام 2019 أَعلَنَت إيبك أنَّها ستخصص 100 ملْيُون دُولَار أمريكيّ لمبادرة «ميجا جرانت» التي تسمح لأي شخص بالتقدم للحصول على تمويل يصل إلى 500,000 دُولَار أمريكيّ لدعم تَطوِير اللعبة بِاستخدام «أنريل إنجن» أو أي مَشْرُوع آخر من شأنه أن يفيد محرك أنريل إنجن. وتلقت مؤسسة بلندر في يوليو 2019 1.2 ملْيُون دُولَار أمريكيّ من تمويل «ميجا جرانت» لِمُساعدتها على تحسين وإضفاء الطابع الاحترافي على أدوات بلندر الخاصّة بها لإنشاء فن ثلاثي الأبعاد.
مُنحت إيبك غيمز جائزةً الأكاديمية البريطانية لفنون السينما والتلفزيون في يونيو 2019 عن التطوّرات السابقة والمستمرّة لمحرك أنريل إنجن،  وحصلت من قبل على جائزةً التميز الهندسي من جمعية هوليوود للمحترفين لهذا التطوير.
أَعلَنَت إيبك في مارس 2020 أنَّها ستنشئ «إيبك غيمز للنشر» للنشر متعدد المنصات، وعن ثلاث صفقات مع ريميدي إنترتينمنت وبلاي ديد وبلاي ديد حيثُ ستمول إيبك بالكامل عمليات التطوير والنشر ويشمل ذلك رواتب الموظَّفين وضمان الجودة والترجمة والتَسوِيق، للعبة واحدة أو أكثر لكل استوديو، مقابل حصولها على التحكم الإبداعي الكامل وحقوق الملكيّة الفكريَّة في الاستُوديُو وتقاسمها الأرباح بعدَ استرداد إيبك لاستثماراتها بنِسبَة 50 بالمائة.
أَعلَنَت إيبك غيمز عن أنريل إنجن 5 في مايو 2020، وأطلقت إيبك خدماتها على الإنترنت، ومَجمُوعَة أدوات تَطوِير برمجيات مجانية وميزات دعم أُخرى عبر الأنظمة الأساسيّة المشابِهة القائمة على «فورتنايت»، وتنازلت إيبك عن جميع رسوم ترخيص أنريل بأثر رجعي للألعاب حتَّى أول 1 ملْيُون دُولَار أمريكيّ في الإيرادات اعتبارًا من 1 يناير 2020.
ذكرت «بلومبرج» أن إيبك كانت تقترب من 17 مِليار دُولَار أمريكيّ في يونيو 2020 بعدَ اكتمال جولة استثمار بَلَغَت 750 ملْيُون دُولَار أمريكي،  حيثُ دخلت الشركة في شراكة مع كريستوفر نولان وارنر برذرز للحصول على حقوق التوزيع لأفلام «إنسبشن» و«بداية باتمان» و«العظمة» كجزء من «نيت موفي» في جزيرة «بارتي رويال» في فورتنايت.
خِلال شهري يوليو وأغسطس، جمعت إيبك استثمارات بَلَغَت 1.78 مِليار دُولَار أمريكي، ووصلت قيمَتها إلى 17.3 مِليار دُولَار أمريكي،  منها 250 ملْيُون دُولَار أمريكيّ من سوني، 
اشترت إيبك «مركز كاري تاون» في كاري بولاية كارولاينا الشمالية في يناير 2021.

## انتقادات
يتخوف المستهلكين من استخدام مُنتَجات إيبك غيمز بعدَ إستثمار شركة تينسنت الصينيَّة فيها، ولكنَّ إيبك صرحت بأنَّه ليس لدى تينسنت إمكانية الوصول إلى بيانات المستخدمين الخاصّة. وفي أواخر مارس 2020 جرى تداول اِتِهامات في وسائل التواصل الاجتماعيّ عن اختراق خدمة "Houseparty"، ووصفت إيبك بأنَّها حملة لتشويه مُنتَجاتها وعرضت مكافئة ملْيُون دُولَار أمريكيّ لأي شخص قادر على إثبات ذلك.

## الجوائز
نظرًا للنجاح الكبير للعبة جيرز أوف وور حصل الأستوديو على جائزة:
- 2006 جائزة أفضل أستوديو للعام المقدمة من قبل جوائز سبايك لألعاب الفيديو.[99]
- أفضل لعبة إطلاق نار.
- أفضل رسومات.
- أفضل لعبة جماعية.

## وصلات خارجية
- الموقع الرسمي